# Claes Jansz. Visscher
Claes Janszoon Visscher (1587 – 19. juni 1652) var en nederlandsk kobberstikker, raderer, landskabstegner korttegner og trykforlægger. Han var også kendt som Nicolas Joannes og Nicolas Joannis Visscher II. Det sidste for at skelne ham fra en fiktiv fader og kobberstikker, den ældre kunsthistorie antog var hans fader 

## Biografi
Claes Jansz Visscher var søn af skibstømrer Jan Claesz Visscher og Anna Heindrichsen (gift 20. okt. 1584). selv blev Claes Jansz gift 9. oktober 1608 med Neeltjen Florisdr. Ved giftermålet betegnede Claes Jansz sig som 'plaatsnijder', kobberstikker. 
Claes Jansz var ved giftermålet boende i Amsterdams Molenstraat, men 26. maj 1611 erhvervede han en del af huset 'De gulden bors' i Kalverstraat, hvor han grundlagde familieforlaget In de Visscher. Efter hans død i 1652 fortsatte hans søn Nicolaes Visscher (1618-1679) forretningen, der igen gik videre i arv til hans søn og derefter til sønnens enke. 

## Kunstneriske virke og betydning
Claes Jansz menes at være uddannet hos David Vinckboons, som han tidligt i sin karriere udgav enkelte raderinger efter. Indtil grundlæggelsen af sit forlag, In de Visscher, radererede han for flere amsterdamske trykforlæggere, herunder for Jodocus Hondius, Willem Jansz Blaeu, Pieter van den Keere, Herman Coster, Cornelis Claes og Dirk Pietersz.
Som forlægger spillede Claes Jansz en hovedrolle i spredningen af såvel kartografiske tryk som af det i 1610'erne nye, naturalistiske landskabsidiom i De Forenede Provinser. Denne status opnåede forlaget både ved at udgive Claes Jansz' egne som oftest topografisk orienterede raderinger af eksempelvis egnene omkring Amsterdam, nederlandske kasteller eller egentlige landkort, men også ved at udgive kopier efter andre kunstneres grafik, herunder ikke mindst en serie af kopier efter de såkaldte Små Landskaber (oprindeligt udgivet 1559-61 og på Claes Jansz Visschers titelblad tilskrevet Pieter Bruegel), og yngre landskabskunstnere som Esaias vanden Velde. 
Forretningens varemærke var en fisker (efter navnet Visscher, og således også den latinske udgave af navnet: Piscator). I deres tryksager blev en lille ofte fisker placeret på kortet nær noget vand, eller hvis kortet ikke havde et vandområde, så i stedet en fisker, der går med sin fiskestang. Deres kortklicheer blev genbrugt i flere århundreder, men ofte af andre udgivere der uvidende kopierede hele klicheerne inkl. fisker-varemærket. 
Selvom Claes Jansz først og fremmest er kendt som raderer og trykforlægger, må han også regnes for en af det tidlige 1600-tals væsentligste nederlandske landskabstegnere. Særligt naturstudierne, skitserne, trykforlæggene og kompositionstegningerne fra den såkaldte 1607/08-skitsebog understreger hans centrale rolle i udviklingen af det hjemlige, naturalistiske landskabs som kunstnerisk motiv ligesom han står som en af pionererne indenfor den topografisk orienterede landskabstradition i De Forenede Provinser. Ikke mindst spillede hans landskaber en betydelig rolle som inspirationskilde til Rembrandts landskabstegnekunst i tiden efter 1640.
Claes Jansz Visscher er repræsenteret i Den Kongelige Kobberstiksamling på Statens Museum for Kunst med såvel talrige raderinger som to landskabstegninger: Kasteel Loenersloot (inv.nr. KKSgb7787) og Trækbro over en kanal ved Amsterdams Sint Anthoniespoort (inv.nr. KKS7357).  